# Armazém de Lúcio Névio Clemente
Armazém de Lúcio Névio Clemente era um edifício comercial de tijolos da Roma Antiga e cujos restos foram identificados com as ruínas localizadas na Via Mazzarino, perto da Villa Aldobrandini, no monte Quirinal. Construído no final do século I e restaurado durante os períodos trajana e severiana, o complexo foi enterrado durante as obras de terraplenagem para a construção das Termas de Constantino. Outras porções do edifício foram descobertas durante a escavação de um abrigo antiaéreo em 1940.